# Roberto Rosetti

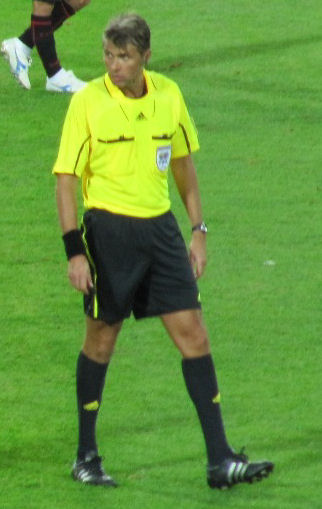
hochkantRoberto Rosetti bei der FIFA-Klub-Weltmeisterschaft 2009

Roberto Rosetti (* 18. September 1967 in Turin) ist ein ehemaliger italienischer Fußballschiedsrichter und heutiger -funktionär. Derzeit ist er Vorsitzender der UEFA-Schiedsrichterkommission.

## Werdegang

### Als aktiver Schiedsrichter
Rosetti, ein Verwaltungsangestellter (Krankenhausmanager) aus Turin, war ab 1997 in der Serie B und ab dem 19. April 1998 in der Serie A tätig; an diesem Tag leitete er mit der Partie SSC Neapel gegen Sampdoria Genua seine erste von mehr als 150 Begegnungen der höchsten italienischen Liga. Außerdem stand er in zwei italienischen Pokalfinalspielen und einmal in der Supercoppa Italiana auf dem Platz. Ab 2005 hat er 23 Spiele der UEFA Champions League geleitet.
2002 wurde Rosetti FIFA-Schiedsrichter. Sein erstes Länderspiel war am 11. Januar 2002 eine Partie zwischen Tunesien und Kamerun. Eins seiner ersten Spiele in europäischen Pokalwettbewerben auf Vereinsebene war das Hinspiel im UI-Cup-Finale 2004 zwischen dem FC Schalke 04 und Slovan Liberec in Gelsenkirchen. Er nahm unter anderem am Konföderationen-Pokal 2005 sowie an der WM 2006 in Deutschland teil. Dort leitete er in der Gruppe D die Partie zwischen Mexiko und dem Iran. Darüber hinaus war er bei den Gruppenspielen Argentinien – Serbien und Montenegro und Paraguay – Trinidad und Tobago sowie beim Achtelfinalspiel zwischen Frankreich und Spanien im Einsatz.
2008 war Rosetti einer der Schiedsrichter der EM in Österreich und der Schweiz. Mit seinen Assistenten Alessandro Griselli und Paolo Calcagno leitete er das Eröffnungsspiel zwischen der Schweiz und Tschechien (0:1), das Gruppenspiel zwischen Griechenland und Russland (0:1) und das Viertelfinalspiel zwischen der Türkei und Kroatien (4:2 nach Elfmeterschießen). Seine Ansetzung für das letztere Spiel sorgte bei türkischen Fans für Diskussionen, da seine Mutter nach einer unbestätigten Meldung einer Agentur aus Aserbaidschan in Vodnjan (italienisch Dignano) im heutigen Kroatien geboren wurde. Die UEFA hielt trotz Protesten türkischer Fans an der Nominierung Rosettis fest. Rosetti leitete anschließend auch das Endspiel der EURO 2008 am 29. Juni 2008 zwischen Deutschland und Spanien (0:1) im Ernst-Happel-Stadion in Wien. Ende 2008 wurde er von der IFFHS als Weltschiedsrichter ausgezeichnet.
Am 8. Juli 2010 gab Rosetti bekannt, dass er seine Karriere als Schiedsrichter beendet hat.

### Als Funktionär
Nach Bekanntgabe seines Karriereendes übernahm Rosetti eine Position als Schiedsrichteradministrator der Serie B. Diese Tätigkeit gab er bereits 2011 auf, um die Leitung der Schiedsrichterkommission der russischen Premjer-Liga zu übernehmen. Diesen Posten hatte er bis Dezember 2013 inne, bevor er nach Italien zurückkehrte, diesmal als Hauptverantwortlicher für die Schiedsrichter der Serie C (damals: Lega PRO). Im Anschluss übernahm er die Projektleitung für die Einführung des Videobeweises (VAR) in Italien. Auf Grundlage dieser Erfahrungen, wurde er von der FIFA zum Verantwortlichen für den erstmaligen VAR-Einsatz bei der Fußball-Weltmeisterschaft 2018 in Russland ernannt. Nach dem WM-Turnier trat er die Nachfolge von Pierluigi Collina als Vorsitzender der UEFA-Schiedsrichterkommission an und ist in dieser Funktion derzeit bis 2025 bestellt.

## Einsätze bei der Fußball-Weltmeisterschaft 2010 in Südafrika
- Gruppe D – 19. Juni 2010, 16:00 Uhr:  Ghana –  Australien 1:1 (1:1)
- Achtelfinale – 27. Juni 2010, 20:30 Uhr:  Argentinien –  Mexiko 3:1 (2:0)

## Auszeichnungen
- Schiedsrichter des Jahres: 2006, 2007, 2008, 2009